# Norra Finnskoga socken
Norra Finnskoga socken i Värmland ingick i Älvdals härad, ingår sedan 1974 i Torsby kommun och motsvarar från 2016 Norra Finnskoga distrikt.
Socknens areal är 691,72 kvadratkilometer varav 673,0 land. År 2000 fanns här 457 invånare. Kyrkbyn Höljes med sockenkyrkan Norra Finnskoga kyrka ligger i socknen.   

## Administrativ historik
Socknen bildades 1831 genom en utbrytning ur Dalby socken.
Vid kommunreformen 1862 övergick socknens ansvar för de kyrkliga frågorna till Norra Finnskoga församling och för de borgerliga frågorna bildades Norra Finnskoga landskommun. Landskommunen uppgick 1952 i Finnskoga-Dalby landskommun som 1974 uppgick i Torsby kommun. Församlingen uppgick 2010 i Övre Älvdals församling.
1 januari 2016 inrättades distriktet Norra Finnskoga, med samma omfattning som församlingen hade 1999/2000.  
Socknen har tillhört län, fögderier, tingslag och domsagor enligt vad som beskrivs i artikeln Älvdals härad. De indelta soldaterna tillhörde Värmlands regemente och Elfdals kompani.

## Geografi
Norra Finnskoga socken ligger i nordligaste Värmland kring Klarälven. Socknen är utanför Klarälvsdalen en kuperad skogsbygd med höjder som på Granberget når 701 meter över havet.
Socknen är en finnbygd.

## Fornlämningar
Från stenåldern har boplatser påträffats liksom fångstgropar.

## Namnet
Namnet skrevs 1840 Norra Finnskoga sammanhänger med att området är en finnbygd, ett skogsområde som koloniserats av finnar i början på 1600-talet.

## Befolkningsutveckling
| Befolkningsutvecklingen i Norra Finnskoga socken 1840–1990                                               | Befolkningsutvecklingen i Norra Finnskoga socken 1840–1990 | Befolkningsutvecklingen i Norra Finnskoga socken 1840–1990 | Befolkningsutvecklingen i Norra Finnskoga socken 1840–1990 | Befolkningsutvecklingen i Norra Finnskoga socken 1840–1990 |
| --- | ---------------------------------------------------------- | ---------------------------------------------------------- | ---------------------------------------------------------- | ---------------------------------------------------------- |
| |                                                            |                                                            |                                                            |                                                            |
| År |                                                            |                                                            | Folkmängd                                                  |                                                            |
| 1840 | 1840                                                       |                                                            | 834                                                        |                                                            |
| 1850 | 1850                                                       |                                                            | 1 102                                                      |                                                            |
| 1860 | 1860                                                       |                                                            | 1 391                                                      |                                                            |
| 1870 | 1870                                                       |                                                            | 1 487                                                      |                                                            |
| 1880 | 1880                                                       |                                                            | 1 524                                                      |                                                            |
| 1890 | 1890                                                       |                                                            | 1 489                                                      |                                                            |
| 1900 | 1900                                                       |                                                            | 1 585                                                      |                                                            |
| 1910 | 1910                                                       |                                                            | 1 685                                                      |                                                            |
| 1920 | 1920                                                       |                                                            | 1 648                                                      |                                                            |
| 1930 | 1930                                                       |                                                            | 1 748                                                      |                                                            |
| 1940 | 1940                                                       |                                                            | 1 630                                                      |                                                            |
| 1950 | 1950                                                       |                                                            | 1 465                                                      |                                                            |
| 1960 | 1960                                                       |                                                            | 1 745                                                      |                                                            |
| 1970 | 1970                                                       |                                                            | 1 043                                                      |                                                            |
| 1980 | 1980                                                       |                                                            | 767                                                        |                                                            |
| 1990 | 1990                                                       |                                                            | 624                                                        |                                                            |
| Anm: Källor: Umeå universitet - Tabellverket 1749-1859, Demografiska databasen, CEDAR, Umeå universitet. |                                                            |                                                            |                                                            |                                                            |